# Dances of the Ages
Dances of the Ages è un cortometraggio muto del 1913 diretto da J. Searle Dawley.

## Trama
Trama di Moving Picture World synopsis in (EN)  su IMDb

## Produzione
Il film fu prodotto dalla Edison Company. Venne girato a Long Beach, in California.

## Distribuzione
Distribuito dalla General Film Company, il film - un cortometraggio in una bobina - uscì nelle sale cinematografiche degli Stati Uniti il 26 maggio 1913.